# Xanthichthys lineopunctatus
Xanthichthys lineopunctatus là một loài cá biển thuộc chi Xanthichthys trong họ Cá bò da. Loài này được mô tả lần đầu tiên vào năm 1854.

## Từ nguyên
Tính từ định danh lineopunctatus được ghép bởi hai âm tiết trong tiếng Latinh: lineo ("hàng, sọc") và punctatus ("lốm đốm"), hàm ý đề cập đến các sọc ngang (thân trên) và đốm chấm (thân dưới) của loài cá này.

## Phạm vi phân bố và môi trường sống
Từ Đông Phi và Nam Phi, X. lineopunctatus được phân bố rộng khắp khu vực Ấn Độ Dương - Thái Bình Dương, trải dài về phía đông đến Philippines và đảo New Guinea, ngược lên phía bắc đến Nam Nhật Bản, xa về phía nam đến bờ bắc Úc. Ở Việt Nam, loài này cũng xuất hiện tại quần đảo Trường Sa.
X. lineopunctatus sống trên các rạn san hô ở độ sâu đến ít nhất là 50 m.

## Mô tả
Chiều dài cơ thể lớn nhất được ghi nhận ở X. lineopunctatus là 30 cm. Thân có màu nâu vàng (nhạt hơn dưới bụng). Thân trên có các sọc ngang màu nâu sẫm, thay vào đó là các hàng chấm/vạch ngắn ở thân dưới. Gốc vây lưng và gốc vây hậu môn màu đỏ sẫm; rìa hai vây này có dải vàng. Có 3 rãnh trên má màu xanh lam nhạt. Vây đuôi có dải lưỡi liềm màu đỏ nâu ở sau, và hai thùy đuôi cũng có viền cùng màu ở rìa.
Số gai ở vây lưng: 3; Số tia vây ở vây lưng: 27–30; Số gai ở vây hậu môn: 0; Số tia vây ở vây hậu môn: 25–27; Số tia vây ở vây ngực: 12–14.